# ちくワン
ちくワンは2015年（平成27年）より熊本県八代市日奈久にて活動するご当地キャラクター。2024年ゆるキャラグランプリ王者。同じく熊本のご当地キャラクターであるくまモンと同じく、名前の「ワン」はひらがなではなくカタカナ表記である。言葉は基本的には発しないが、イベントなどではお笑い芸人のゴリけんが声を担当することがある。

## プロフィール
（この節の出典：）
- 出身：熊本県八代市日奈久
- 誕生日：11月11日
- 身長：ちくわ4本分
- 趣味特技：歴史のうんちく話(わ)
- 職業：Vtuber
- 苦手なこと：YouTube生配信
- 性格：欲しがり(日奈久の血)
- 星座：さそり座
- 血液：なし

## 経歴
ちくワンと共に日奈久を盛り上げる仲間にちくワニ、ちくワシ、やしまガラスと様々なキャラクターがおり、ちくワニとちくワシはそれぞれお笑いコンビパラシュート部隊の斉藤優と矢野ぺぺの友達である。
2024年11月29日、ゆるキャラグランプリ優勝を受けて熊本県八代市長である中村博生氏を表敬訪問。「ゆるキャラ日本一となったあかつきには八代市公認キャラに任命する」という公約を果たし、見事八代市としては初の公認キャラクターとなった。
ゆるキャラ日本一となった後は熊本県内のみならず県外のイベントにも幅広く参加し、生まれ故郷の熊本県八代市日奈久が再び活気を取り戻せるようPRを続けている。

## くまモンとの交流
ちくワンの夢の一つとして、同じ熊本県を代表するゆるキャラ「くまモン」と共演をすることを挙げている。実際に2024年11月2日に開催された「ゆるバースinのと」ではゲストで登場したくまモンと共演を果たし、自身の夢を叶えた。
2024年12月21日、TNC年末報道特番にてくまモンと2度目の共演を果たし、テレビでは初共演となった。
2024年12月27日、熊本県庁にて熊本県知事である木村敬氏を表敬訪問。知事とともにくまモンも同席し、一緒にショートコントを披露するなどして場を盛り上げた。
2025年1月19日、大阪市中央公会堂にて開催されたくまモンファン感謝祭「怪盗くまモン参上」に出演。怪盗くまモンズ11(イレブン)のメンバーとして活躍した。
ちくワンは自身のキャッチコピーとして「くまモンの付き人から始まり、最終的には弟になることを目指す」と銘打っており、今後も熊本を背負うゆるキャラとしてくまモンとの活動を夢見ている。
2025年1月、大阪で開催されたくまモンファン感謝祭に出演し、くまモンと着々と交流を広げている。